# 164-й меридіан східної довготи
164-й меридіан східної довготи — лінія довготи, що лежить на 164 градуси східніше Гринвіцького меридіана. Вона проходить від Північного полюса через Північний Льодовитий океан, Азію, Тихий океан, Південний океан та Антарктиду до Південного полюса.
164-й меридіан східної довготи формує велике коло разом із 16-тим меридіаном західної довготи.

## Список географічних об'єктів, що перетинає 164° сх. д.
Починаючи на Північному полюсі та рухаючись до Південного полюса, 164-й меридіан східної довготи проходить через:
| Координати                                                   | Країна, територія або море | Примітки                                                  |
| ------------------------------------------------------------ | -------------------------- | --------------------------------------------------------- |
| 90°0′ пн. ш. 164°0′ сх. д. / 90.000° пн. ш. 164.000° сх. д.  | Північний Льодовитий океан |                                                           |
| 75°22′ пн. ш. 164°0′ сх. д. / 75.367° пн. ш. 164.000° сх. д. | Східносибірське море       |                                                           |
| 69°44′ пн. ш. 164°0′ сх. д. / 69.733° пн. ш. 164.000° сх. д. | Росія                      |                                                           |
| 62°37′ пн. ш. 164°0′ сх. д. / 62.617° пн. ш. 164.000° сх. д. | Охотське море              | Пенжинська губа                                           |
| 61°40′ пн. ш. 164°0′ сх. д. / 61.667° пн. ш. 164.000° сх. д. | Росія                      | Проходить через Камчатський півострів                     |
| 60°1′ пн. ш. 164°0′ сх. д. / 60.017° пн. ш. 164.000° сх. д.  | Берингове море             | Карагінська затока                                        |
| 59°2′ пн. ш. 164°0′ сх. д. / 59.033° пн. ш. 164.000° сх. д.  | Росія                      | Проходить через острів Карагінський                       |
| 58°44′ пн. ш. 164°0′ сх. д. / 58.733° пн. ш. 164.000° сх. д. | Берингове море             |                                                           |
| 56°0′ пн. ш. 164°0′ сх. д. / 56.000° пн. ш. 164.000° сх. д.  | Тихий океан                |                                                           |
| 10°29′ пд. ш. 164°0′ сх. д. / 10.483° пд. ш. 164.000° сх. д. | Коралове море              |                                                           |
| 20°5′ пд. ш. 164°0′ сх. д. / 20.083° пд. ш. 164.000° сх. д.  | Нова Каледонія             | Проходить через Нову Каледонію                            |
| 20°16′ пд. ш. 164°0′ сх. д. / 20.267° пд. ш. 164.000° сх. д. | Коралове море              |                                                           |
| 25°46′ пд. ш. 164°0′ сх. д. / 25.767° пд. ш. 164.000° сх. д. | Тихий океан                |                                                           |
| 60°0′ пд. ш. 164°0′ сх. д. / 60.000° пд. ш. 164.000° сх. д.  | Південний океан            |                                                           |
| 70°32′ пд. ш. 164°0′ сх. д. / 70.533° пд. ш. 164.000° сх. д. | Антарктида                 | Проходить через Територію Росса (претендує Нова Зеландія) |
| 74°48′ пд. ш. 164°0′ сх. д. / 74.800° пд. ш. 164.000° сх. д. | Південний океан            | Море Росса                                                |
| 77°42′ пд. ш. 164°0′ сх. д. / 77.700° пд. ш. 164.000° сх. д. | Антарктида                 | Проходить через Територію Росса (претендує Нова Зеландія) |